# Encinasola

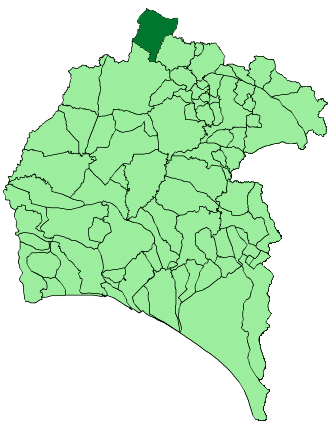
Bản đồ của Encinasola, Huelva

Encinasola là một thị trấn và đô thị ở tỉnh Huelva, Tây Ban Nha. Theo điều tra dân số năm 2005, thị trấn này có dân số 1.686 người và diện tích 178 km², mật độ dân số 9,5 người/km². Thị trấn này có tọa độ 38º 08' độ vĩ bắc, 6º 52' độ kinh đông. Thị trấn này nằm trên độ cao 432m và cách tỉnh lỵ Huelva 150 km.